# Петер Тегтгрен
Петер Тегтгрен (на шведски: Peter Tägtgren) е шведски музикален изпълнител и продуцент, един от лидерите на скандинавската метъл сцена.

## Биография
Тегтгрен започва да учи барабани още на 9 години, а по-късно започва да свири на китара, бас и синтезатор. След разпада на първата му група, Conquest, Тегтгрен емигрира в САЩ. Там навлиза в дет метъл средите и работи с китариста на Malevolent Creation, Phil Fasciana. Стартира дет метъл групата Hypocrisy и в началото сам композира, пише текстовете и изпълнява всички инструменти. Подписва договор с независимия лейбъл Nuclear Blast.
През 1996 г. решава да разнообрази музикалните си изяви със соло проекта Pain, който съчетава електронна музика, индъстриъл и мелодичен дет.
Впоследствие, освен над двете си основни групи Hipocrisy и Pain, работи паралелно и над още няколко проекта:
- Lock Up (грайндкор/дет метъл), където е певец,
- The Abyss (блек метъл), където свири на барабани и бас китара и пее
- War (блек метъл), където свири на барабани,
- и Bloodbath (дет метъл), където пее.

Освен това се появява като китарист в лайв концерти на Marduk и E-Type.
В средите на екстремната музика Теггрен е известен и като продуцент, в чието звукозаписно студио „The Abyss“ идват групи от цяла Скандинавия, в това число Dimmu Borgir, Immortal, Children of Bodom и Therion.
Петер Тегтгрен е известен и с това, че е собственик на малкото шведско селце Перлби на 3 часа път от Стокхолм, състоящо се от 120 – 130 души.

## Дискография

### Като музикант
- Algaion – Vox Clamentis (барабани)
- Bloodbath – Nightmares Made Flesh (вокали)
- Edge of Sanity – Infernal (водещи китари в едно парче)
- Hypocrisy – Penetralia (китари)
- Hypocrisy – Osculum Obscenum (котари)
- Hypocrisy – The Fourth Dimension (китари, вокали)
- Hypocrisy – Abducted (китари, вокали)
- Hypocrisy – The Final Chapter (китари, вокали)
- Hypocrisy – Hypocrisy (китари, вокали)
- Hypocrisy – Into the Abyss (китари, вокали)
- Hypocrisy – Catch 22 (китари, вокали)
- Hypocrisy – The Arrival (китари, вокали)
- Hypocrisy – Virus (китари, вокали)
- Lock Up – Pleasures Pave Sewers (вокали)
- Marduk – Live in Germania (китари на концертни изяви)
- Pain – Pain (вокали, всички инструменти)
- Pain – Rebirth (вокали, всички инструменти)
- Pain – Dancing with the Dead (вокали, всички инструменти)
- Pain – „Live Is Overrated“ (DVD)
- Pain – Nothing Remains the Same (вокали, всички инструменти)
- Pain – Psalms of Extinction (вокали, всички инструменти)

- The Abyss – Summon the Beast (вокали, барабани, бас китара)
- The Abyss – The Other Side (вокали, барабани, бас китара)
- Therion – A'arab Zaraq – Lucid Dreaming (китари, роял, продуцент)
- War – Total War (барабани)

### Като продуцент
- Amon Amarth – Once Sent from the Golden Hall
- Borknagar – Quintessence
- Celtic Frost – Monotheist
- Children of Bodom – Follow the Reaper
- Dark Funeral – The Secrets of the Black Arts
- Dark Funeral – Vobiscum Satanas
- Dark Funeral – Teach Children to Worship Satan
- Dark Funeral – In the Sign...
- Dark Funeral – Diabolis Interium
- Dimmu Borgir – Enthrone Darkness Triumphant
- Dimmu Borgir – Godless Savage Garden
- Dimmu Borgir – Spiritual Black Dimensions
- Dimmu Borgir – Stormblåst MMV
- Fleshcrawl – Bloodsoul
- Fleshcrawl – Bloodred Massacre
- Immortal – At the Heart of Winter
- Immortal – Damned in Black
- Immortal – Sons of Northern Darkness
- Love Like Blood – Snakekiller
- Old Man's Child – Revelation 666 – The Curse of Damnation
- Rotting Christ – Khronos
- Susperia – Predominance
- Susperia – Vindication
- Therion – A'arab Zaraq – Lucid Dreaming